# Belmont (Nouvelle-Zélande)
Pour les articles homonymes, voir Belmont.
Belmont est une banlieue de la cité d’Auckland, située dans l’Île du Nord de la Nouvelle-Zélande.

## Situation
La banlieue est limitée au nord, au nord-est et à l’est par le golfe de Hauraki, au sud-est par la banlieue de Narrow Neck, au sud par le mouillage de Waitematā Harbour, au sud-ouest par la ville de Bayswater, à l’ouest par le mouillage de Waitematā Harbour, enfin au nord-ouest par la banlieue de Hauraki.

## Toponymie
Le nom, qui signifie "bonne vue ou colline" dérive du nom d’une ferme, qui était appelée Belmont et qui fut subdivisée en 1885.

## Population
La population de la zone statistique de Seacliffe, qui est grossièrement la même que la banlieue de Belmont, était de 3 468 habitants selon le recensement de 2013, en augmentation de 171 résidents par rapport à celui de 2006.

## Gouvernance
La banlieue est située dans le ward du North Shore (en), une des 13 divisions administratives du conseil d’Auckland.

## Éducation
Takapuna Grammar School (en) est une école secondaire (allant de l’année 9 à 13) avec un effectif de 1 587 élèves. L’école fut construite en 1926 et ouvrit l’année suivante.
Le Belmont Intermediate (en), qui lui est adjacente, est une école intermédiaire (allant de l’année 7 à 8) avec un effectif de 518 élèves.
La Belmont School est une école contribuant au primaire (allant de l’année 1 à 6) avec un effectif de 299 élèves. Elle fut fondée en 1912 et déplacée vers son siège actuel en 1913.
La Wilson School est une école spéciale pour les enfants avec des déficits intellectuels ou physiques. Elle a un effectif de 65 élèves. Elle était initialement appelée la Wilson Home School.
Toutes ces écoles sont mixtes. Wilson School a un taux de décile de 9, et les autres écoles ont un taux de décile de 10.